# King of the Slide Guitar
King of the Slide Guitar  — альбом-сборник Элмора Джеймса, выпущенный в 1983 году. Лауреат 3rd Blues Music Awards 1984 года в номинации «Перевыпущенный альбом» .

## Об альбоме
Сборник Элмора Джеймса был выпущен по инициативе известного американского музыкального специалиста в области музыки 1945—1975 годов Рэя Топпинга. Он, работая на Ace Records, нашёл «тысячи редких и неизданных мастер-записей» различных исполнителей . В том числе им были обнаружены и записи песен Элмора Джеймса, вошедшие в этот альбом. Как указывал сам Топпинг в аннотации: «Большая часть этого материала была обнаружена в пыльных, плохо маркированных коробках, но когда я начал их прослушивать, я просто остолбенел от услышанного» 
Альбом содержит в основном либо вообще не издававшиеся песни, такие как например «Lost Woman Blues (Please Find My Baby)», где можно услышать фортепиано Литтл Джонни Джонса, либо сильно отличающиеся от известной версии варианты песен, например «My Best Friend», в 1953 году выпущенная на Checker Records как медленный блюз, но на этой пластинке она сыграна в среднем темпе, или «Sho Nuff I Do», близкая к оригиналу, но без участия Айка Тёрнера, который был записан на выпущенной пластинке. Песни «Wild About You» и «Long Tall Woman» взяты для этого альбома с синглов как они и были записаны; в качестве бонуса на диске записаны две песни Литтл Джонни Джонса с участием Элмора Джеймса на гитаре. 
Альбом в 1983 году был выпущен лишь в Великобритании, но в связи с его успехом в 1985 году был также переиздан и в США. В дальнейшем треки с альбома вошли в состав выпущенного в 2007 году трёхдискового CD-сборника Elmore James and His Broomdusters: The Classic Early Recordings 1951-1956

## Список композиций
| №  | Название                                 | Автор(ы)                                             | Длительность |
| -- | ---------------------------------------- | ---------------------------------------------------- | ------------ |
| 1. | «Lost Woman Blues (Please Find My Baby)» | Элмор Джеймс, Джо Бихари, Джулиус Бихари, Сол Бихари |              |
| 2. | «One More Drink»                         | Элмор Джеймс                                         |              |
| 3. | «Strange Kinda Feeling»                  | Элмор Джеймс                                         |              |
| 4. | «Sho Nuff I Do»                          | Элмор Джеймс                                         |              |
| 5. | «My Best Friend»                         | Элмор Джеймс                                         |              |
| 6. | «So Mean To Me»                          | Элмор Джеймс, братья Бихари                          |              |
| 7. | «Wild About You»                         | Элмор Джеймс, братья Бихари                          |              |

| №   | Название                  | Автор(ы)                    | Длительность |
| --- | ------------------------- | --------------------------- | ------------ |
| 8.  | «Sweet Little Woman»      | Литтл Джонни Джонс          |              |
| 9.  | «Long Tall Woman»         | Элмор Джеймс, братья Бихари |              |
| 10. | «Where Can My Baby Be»    | Элмор Джеймс, братья Бихари |              |
| 11. | «Dark & Dreary»           | Элмор Джеймс, Джо Бихари    |              |
| 12. | «My Baby's Gone»          | Элмор Джеймс                |              |
| 13. | «I May Be Wrong»          | Литтл Джонни Джонс          |              |
| 14. | «Elmo's Shuffle (Part 2)» | Элмор Джеймс                |              |

## Участники записи
- Элмор Джеймс  — гитара, вокал (кроме B1 и B6)
- Литтл Джонни Джонс — вокал (B1 и B6)

## Производство
- Рэй Топпинг — аннотация
- Фил Сми — оформление конверта